# Hans Willem Bentinck
Hans William Bentinck, 1.er conde de Portland, Barón Bentinck de Diepenheim y de Schoonheten, KG, PC (Diepenheim, Overijssel, 20 de julio de 1649 - 23 de noviembre de 1709), fue un noble neerlandés e inglés, que se convirtió, en una fase temprana, en el favorito de Guillermo III de Inglaterra, príncipe de Orange, estatúder en las Provincias Unidas de los Países Bajos y futuro rey de Inglaterra. Fue estable, sensible, modesto y moderado por lo general. La amistad y la cooperación cesó en 1699.

## Biografía

### Primeros años y la preceptoría para el príncipe Guillermo
Hans Willem era hijo de Bernard, Baron Bentinck de Diepenheim y descendiente de una antigua y noble familia de Güeldres y de Overijssel. Fue nombrado primer paje de honor y chambelán. Cuando, en 1675, el príncipe Guillermo fue atacado por la viruela, Bentinck lo cuidó con asiduidad, y esa devoción aseguró para él una amistad especial y duradera de Guillermo. A partir de ese momento, Bentinck tuvo la confianza del Príncipe, y en su correspondencia Guillermo fue muy abierto.

### Comunicador
En 1677, fue enviado a Inglaterra para solicitar para el Príncipe Guillermo la mano de María II de Inglaterra, hija de Jacobo II de Inglaterra, Duque de York y futuro rey de Inglaterra. Estaba de nuevo en Inglaterra, en nombre de Guillermo en 1683 y en 1685. Luego, en 1688, cuando William estaba preparándose para asistir a la Revolución Gloriosa (derrocamiento del (ahora Rey) Jacobo incluyendo una invasión de las tropas holandesas, Bentinck fue a ver a algunos de los príncipes alemanes para asegurar su apoyo, o al menos su neutralidad. También había sido, desde 1687, un interlocutor entre su maestro y sus amigos ingleses. Bentinck supervisó los arreglos de la invasión, incluido la recaudación de fondos, la contratación de una enorme flota de transporte, la organización de una ofensiva de propaganda y la preparación de los posibles lugares de llegada, y también viajó a Inglaterra con el príncipe Guillermo.

### Títulos y servicio militar
Una vez realizada la revolución, de Guillermo (ahora rey de Inglaterra) nombró a Bentinck Groom of the Stole, primer caballero de recámara y Consejero Privado. En abril de 1689 fue nombrado Barón de Cirencester, Vizconde de Woodstock y, en su segunda creación, Conde de Portland. (La primera creación del condado se había hecho para Richard Weston en 1633, pero se extinguió en 1688.) Comandó algunas unidades de caballería en la batalla del Boyne en 1690 y estuvo presente en la de Landen, donde fue herido, así como en el asedio de Namur, en 1695.

### Diplomacia
El trabajo principal de Bentinck fue de naturaleza diplomática. En 1690, se asentó en La Haya para ayudar a resolver problemas entre Guilleramo y el alcalde de Ámsterdam. Después de haber frustrado el complot jacobita para asesinar al Rey en 1696, ayudó a organizar el tratado de Rijswijk en 1697. En 1698, fue embajador en París durante seis meses. Mientras estuvi allí, abrió negociaciones con Luis XIV para una partición de la monarquía española, y como representante de Guillermo, firmó los dos tratados de partición.

### Dimisión y regalos de propiedades
Juan Guillermo Bentinck llegó a ser muy celoso de la creciente influencia de otro holandés Arnold van Keppel y, en 1699, renunció a todas sus cargos en la casa real. Pero no perdió la estima del rey, que siguió confiando en él y empleándolo. Portland había sido cargado de regalos, y eso, junto con los celos que sentían por él como extranjero, le hizo muy impopular en Inglaterra. Recibió 546 km² (54.600 ha) de tierras en Irlanda, y sólo la fuerte oposición de un gobierno unido de la Cámara de los Comunes le impidió obtener un gran regalo de tierras de la corona en el norte de Gales. Por su contribución a los tratados de partición, fue destituido en 1701, pero el caso en su contra no procedió. En ocasioners recibió encargos públicos de la Reina Ana hasta su deceso en su residencia, Bulstrode Park en Buckinghamshire. El hijo mayor de Portland Henry lo sucedió como conde y se le concedió el título de Duque de Portland en 1716.

## Codex Bentingiana
Mientras vivió en Holanda, Bentinck mantuvo un jardín con muchas rarezas botánicas. Ejemplares de esas plantas fueron coleccionadas bajo el nombre de Codex Bentingiana. Ese trabajo ha desaparecido de la escena botánica.

## Familia
Lord Portland se casó dos veces. La primera fue con Anne Villiers (ca. 1633 - 30 de noviembre de 1688), hija del Sir Edward Villiers y su esposa Lady Frances Howard, hija de 2º conde de Suffolk, casados el 1 de febrero de 1678. Tuvieron seis hijos:
- Lady Mary Bentinck (ca. 1679-20 de agosto de 1726), casada con el 2º conde de Essex el 28 de febrero de 1698, y tuvieron un hijo. Casada en segundas nupcias con Sir Conyers D'Arcy ( - 1 de diciembre de 1758), ca. agosto de 1714, sin descendencia.
- Willem Bentinck (ca. 3 de marzo de 1681 - 26 de mayo de 1688).
- Henry Bentinck, 1.er Duque de Portland.
- Lady Anna Margaretha Bentinck (ca. 1683 - 3 de mayo de 1763), casada con Arent van Wassenaar, Barón de Wassenaar ca. 1701, tuvieron al menos una hija.
- Lady Frances Wilhelmina Bentinck (18 de febrero de 1684 - 31 de marzo de 1712), casada con 4º Barón Byron (4 de enero de 1670 - 8 de agosto de 1736) el 19 de diciembre de 1706, con cuatro hijos.
- Lady Isabella Bentinck (4 de mayo de 1688 - 23 de febrero de 1728), casada con 1.er Duque de Kingston-upon-Hull el 2 de agosto de 1714, sin descendencia.

Su segunda esposa fue Jane Martha Temple (1672 - 26 de mayo de 1751), viuda del 3.er Barón Berkeley de Stratton, casados el 12 de mayo de 1700. Tuvieron los siguientes hijos:
- Lady Sophia Bentinck ( - 5 de junio de 1741), casada con el 1.er Duque de Kent el 24 de marzo de 1729, con descendencia.
- Lady Elizabeth Adriana Bentinck ( - 1765), casada con el Rev. Hon. Henry Egerton ( - 1 de abril de 1746) el 18 de diciembre de 1720, con descendencia.
- Lady Barbara Bentinck (falleció el 1 de april de 1736), casada con el 2° Baron Godolphin (1707 - 25 de may de 1785) el 18 de february de 1734; sin dfescendencia.
- The Hon. William Bentinck, 1st Graf Bentinck (6 de noviembre de 1704 - 13 de octubre de 1774), who married Charlotte Sophie Gräfin von Aldenburg (4 de agosto de 1715 - 5 de febrero de 1800) on 1 de junio de 1733 and had two sons. In 1990, after the failure of the male line from his half-brother the 1st Duke of Portland, his descendant Henry, Graf Bentinck became Earl of Portland.
- The Hon. Charles John Bentinck, Graf Bentinck (2 de junio de 1708 - 18 de marzo de 1779), who married Lady Margaret Cadogan on 11 de enero de 1738.
- Lady Harriet Bentinck (ca. 1709 - 10 de junio de 1792), casada con James Hamilton, 1.er conde de Clanbrassill (ca. 1697 - 17 de marzo de 1758) el 15 de octubre de 1728, con dos hijos

## Firmas desde nacimiento al deceso
- Mr. William Bentinck (1649-1689)
- The Rt. Hon. The Earl of Portland, PC (1689-1697)
- The Rt. Hon. The Earl of Portland, KG, PC (1697-1709)